# ゆっくり歩け、空を見ろ
『ゆっくり歩け、空を見ろ』（ゆっくりあるけ、そらをみろ）は、東国原英夫著の小説、およびそれを原作としたテレビドラマである。

## 原作
新潮社初刊　2001年2月 ISBN 4104439010
少年時代の自分を振り返る、自伝的小説に仕上げている。

## テレビドラマ版
2008年4月1日、関西テレビ製作・フジテレビ系列にて22:00～23:44に、単発の「春のドラマスペシャル」として放映された。視聴率8.9%。

### キャスト
- 山之内タミ：水野真紀
- 東国原英夫：高橋ジョージ
- 山之内英夫：今井悠貴
- 後藤先生：野波麻帆
- おりん：淡路恵子
- 山之内栄子：近藤真彩
- オサム：グッチ裕三
- 岡島老人：山田吾一
- 北村英次：中村梅雀
- 関真琴
- 山上賢治
- 中村千怜
- 上原由恵　ほか

### スタッフ
- 脚本：前川洋一
- 監督：花堂純次
- 音楽：渡辺博也
- 技術協力：ビデオフォーカス
- 企画協力：タイムズイン
- スタジオ：レモンスタジオ
- ロケ協力：宮崎フィルムコミッション、宮崎文化本舗、いばらきフィルムコミッション、神柱宮、鵜戸神宮、宮崎カーフェリー、木下大サーカスほか
- プロデューサー：笠置高弘（関西テレビ）、見留多佳城（G・カンパニー）、神崎良（G・カンパニー）
- 製作：関西テレビ、G・カンパニー